# 너 어느 별에서 왔니?
《너 어느 별에서 왔니?》(영어: What Planet Are You From?)는 미국에서 제작된 마이크 니컬스 감독의 2000년 SF 코미디 영화이다. 게리 섄들링이 공동 각본을 쓰고 닐 A. 매클리스 등과 함께 제작하는 한편 주연을 맡았다.

## 출연진
- 게리 섄들링
- 애넷 베닝
- 그레그 키니어
- 벤 킹즐리
- 린다 피오렌티노
- 존 굿맨
- 리처드 젱킨스
- 캐럴라인 에런
- 주디 그리어
- 노라 던
- 앤 큐색
- 캐머런 맨하임
- 필 루이스
- 저닌 거로펄로
- 옥타비아 스펜서
- 서맨사 스미스
- 스테이시 트래비스

## 기타 제작진
- 공동 제작: 미셸 임퍼라토스터빌
- 협력 제작: 마이클 헤일리
- 배역: 엘런 루이스
- 미술: 보 웰치
- 의상: 앤 로스